# Juliano Moreira

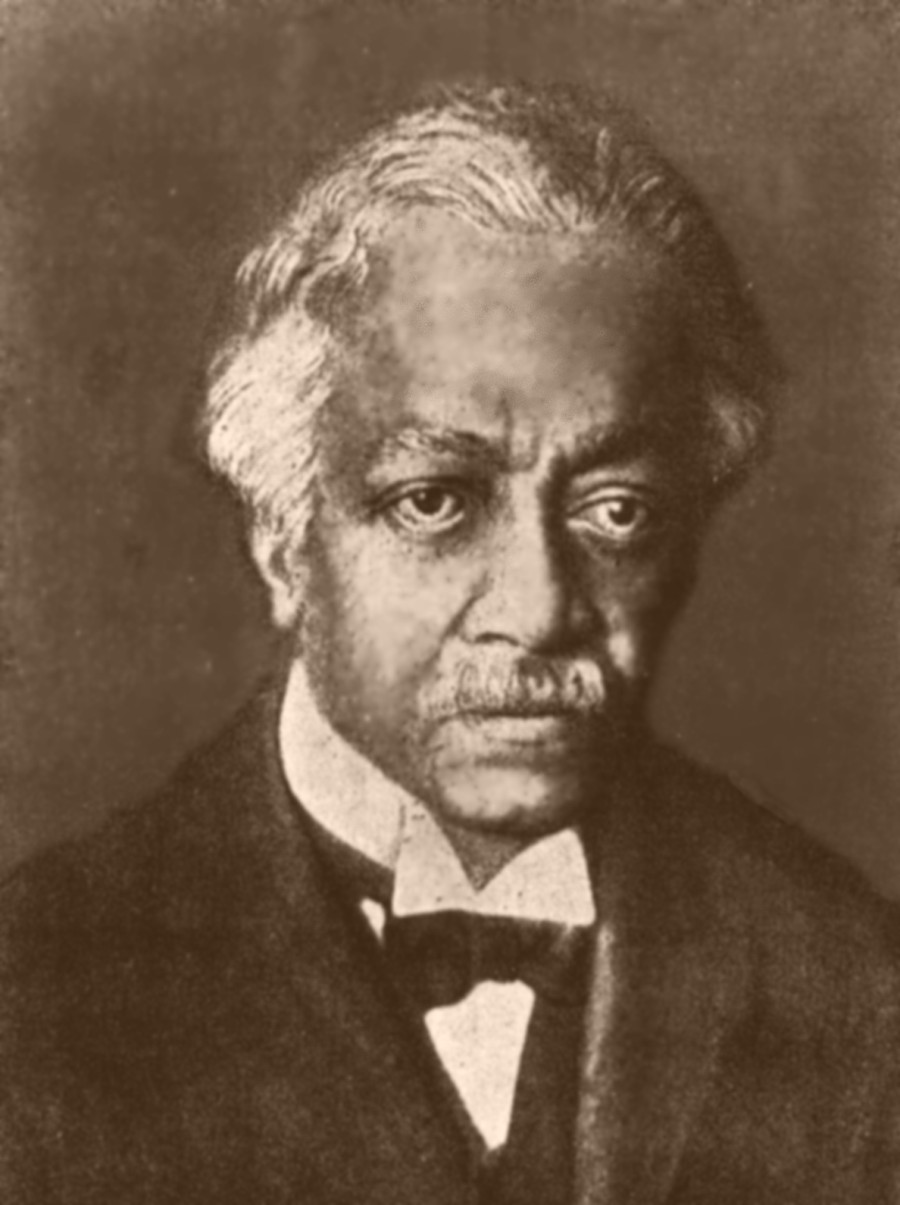
Juliano Moreira

Juliano Moreira (ur. 6 stycznia 1872 w Salvadorze, zm. 2 maja 1933 w Petrópolis) – brazylijski lekarz psychiatra.
Studiował medycynę na Uniwersytecie Bahia w Salvadorze. W 1896 został profesorem psychiatrii na macierzystej uczelni i objął kierownictwo kliniki psychiatrycznej. W latach 1903–1930 był dyrektorem Narodowego Szpitala Psychiatrycznego w Rio de Janeiro.
Zajmował się m.in. zagadnieniami psychiatrii transkulturowej i porażenia postępującego. Jako pierwszy w Brazylii stosował nakłucie lędźwiowe.